# تومیس کنستانتا
تومیس کنستانتا (انگلیسی: C.V.M. Tomis Constanța) یک باشگاه والیبال رومانی مستقر در شهر کنستانتا است.
تومیس که زیر نظر شهرداری کنستانتا قرار دارد تا به حال شش بار در سال‌های ۲۰۰۷، ۲۰۰۸، ۲۰۰۹، ۲۰۱۳، ۲۰۱۴ و ۲۰۱۵ به قهرمانی لیگ رومانی دست پیدا کرده‌است.